# Deering (New Hampshire)
Deering is een gemeente in het Amerikaanse gebied Hillsborough County, New Hampshire.
De eerste bewoners vestigden zich rond 1765 op de plaats waar Deering nu ligt. In 1774 werd de plaats officieel gesticht door toenmalig gouverneur van New Hampshire, John Wentworth. De naam Deering verwijst naar de geboortenaam van zijn echtgenote, Frances Deering Wentworth. Twee jaar eerder had hij al Francestown gesticht.

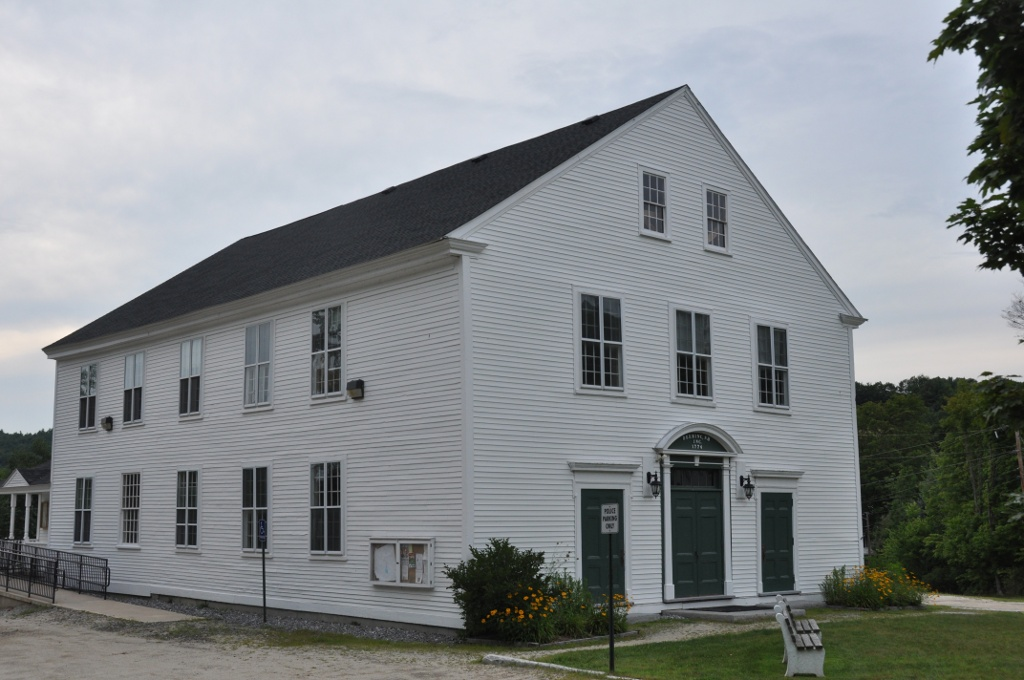
Deering Town Hall